# プロメテウス (小惑星)
プロメテウス (1809 Prometheus) は小惑星帯に位置する小惑星。パロマー天文台のトム・ゲーレルスと、ライデン天文台のファン・ハウテン夫妻が発見した。
ギリシア神話に登場する火神で、人類に火をもたらしたとされるプロメーテウスに因んで命名された。なお、土星の衛星にも同名のプロメテウスがある。